# Gunnar Jacobson
Bror Gunnar Jacobson, född 27 april 1899 i Ukna, Småland, död 10 november 1972 på Lidingö, var en svensk arkitekt.

## Utbildning och verksamhet
Gunnar Jacobson tog studentexamen 1918 och examen vid Kungliga Tekniska Högskolan i Stockholm 1923. På KTH deltog han i flera spex och skrev i Blandaren. Han var anställd hos Carl Bergsten 1925–1928, hos Isak Gustaf Clason och Wolter Gahn 1928–1939. Jacobson bedrev egen verksamhet i Stockholm från 1940, från 1964 tillsammans med Olof Strömberg. Han har bland annat ritat loftgångshusen på Bränningevägen 9-11, 17-19 i Årsta och de runda hyreshusen i Vällingby i Stockholm. På norra Gröndal stod han för utformningen av Aromatics byggnad i rött murtegel och sin kända neonskylt på sadeltaket (nertaget 2014). Vid Vallhallavägen ritade duon Engelbrekts Barnavårds- & Husmodersskola som numera rymmer Engelska skolan Norr.
Tillsammans med svågern Stig Åkermark utformade han 1942 den uppskattade ruinparken i mitten av Torekov. I Södertälje ritade Gunnar Jacobson vattentornet i Rosenlund. På Lidingö ritade han 1947 den egna villan på Hersbyvägen 41 och i slutet av 1950-talet och slutet av 1960-talet utformade han tillsammans med Strömberg de så kallade Kopparhusen vid Torsviks centrum.
Gunnar Jacobson är begravd på Lidingö kyrkogård. Han var gift med Inga Jacobson, född Gemmel (1903–2007), som var syster till Brita af Geijerstam. Makarna Jacobson hade tre söner, läraren och kommunalrådet Per Jacobson, arkitekten Thomas Jacobson samt konstnären Jens Jacobson.

## Bilder, verk i urval

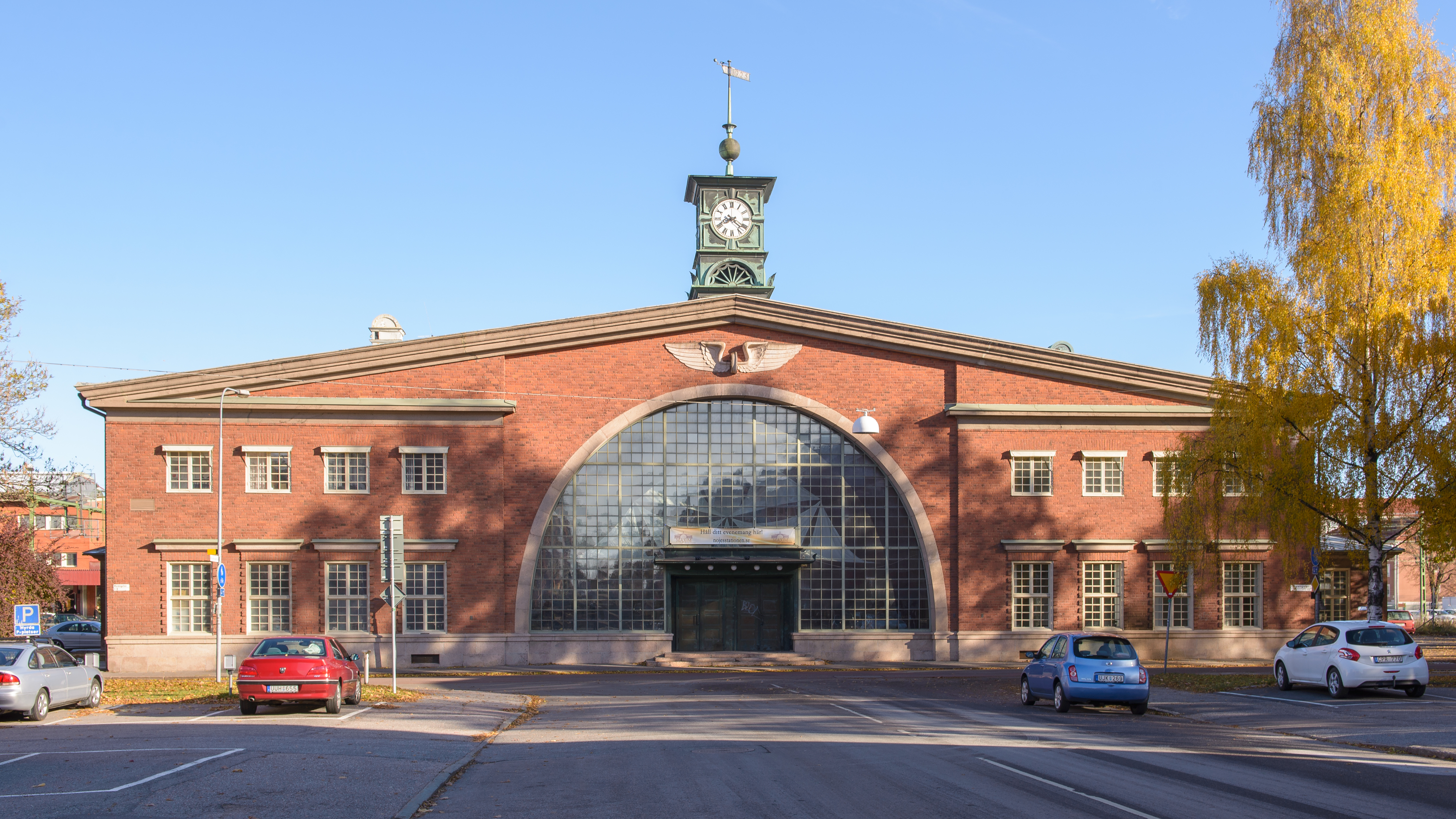
Gävle södra station, 1925 (som medarbetare till  Gunnar Wetterling)
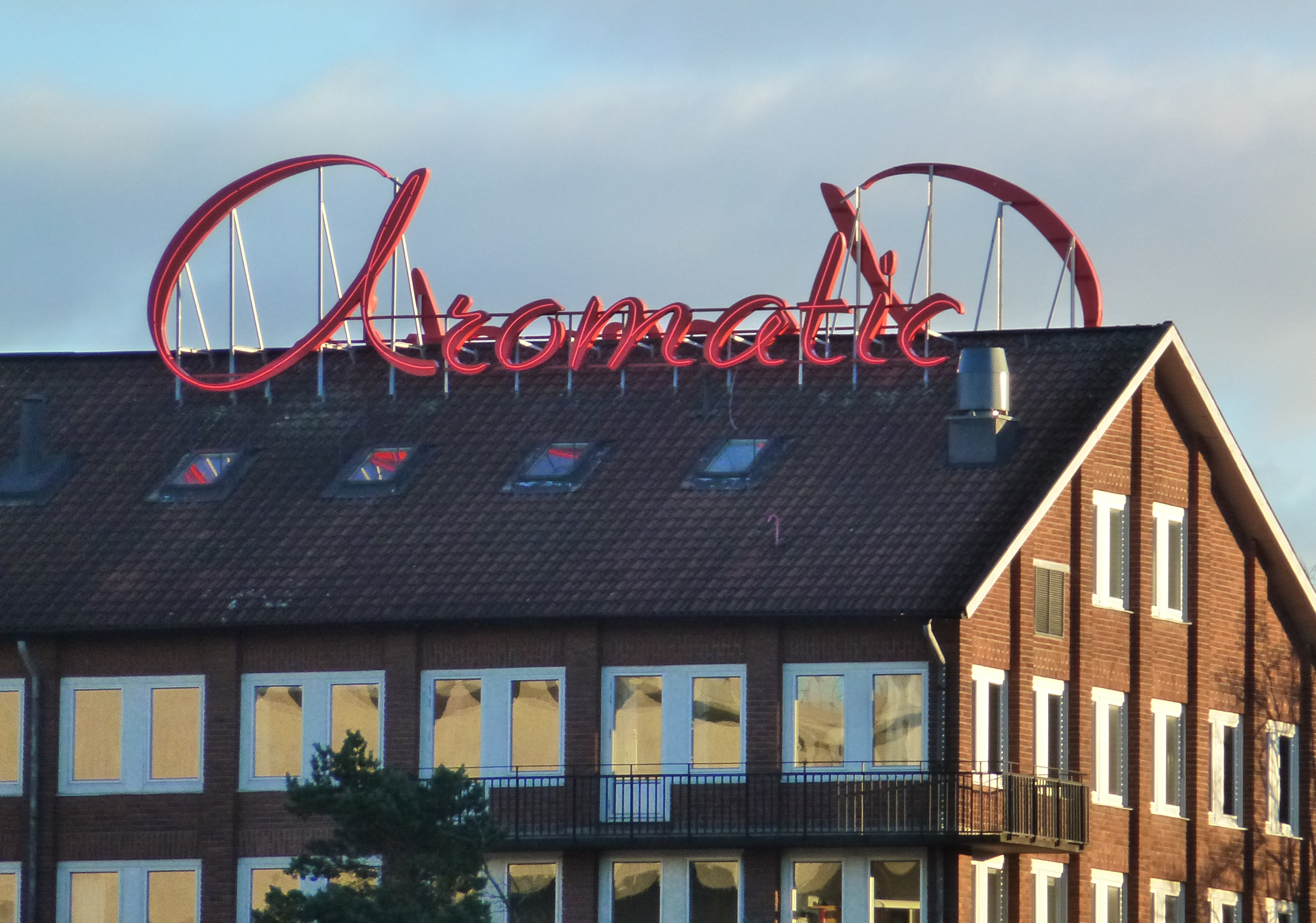
Aromatics byggnad, 1945–1950
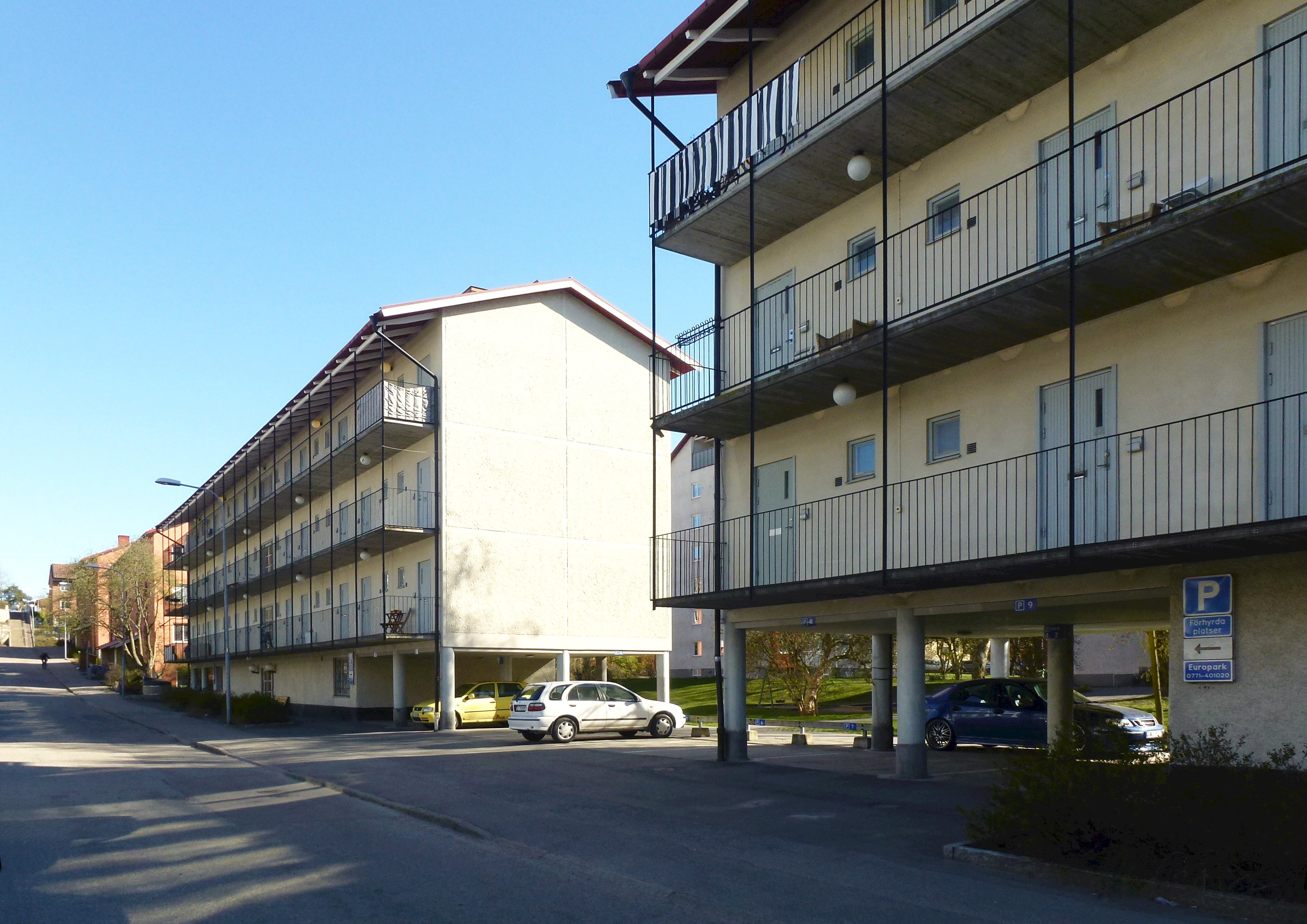
EPA-husen i Årsta, 1947
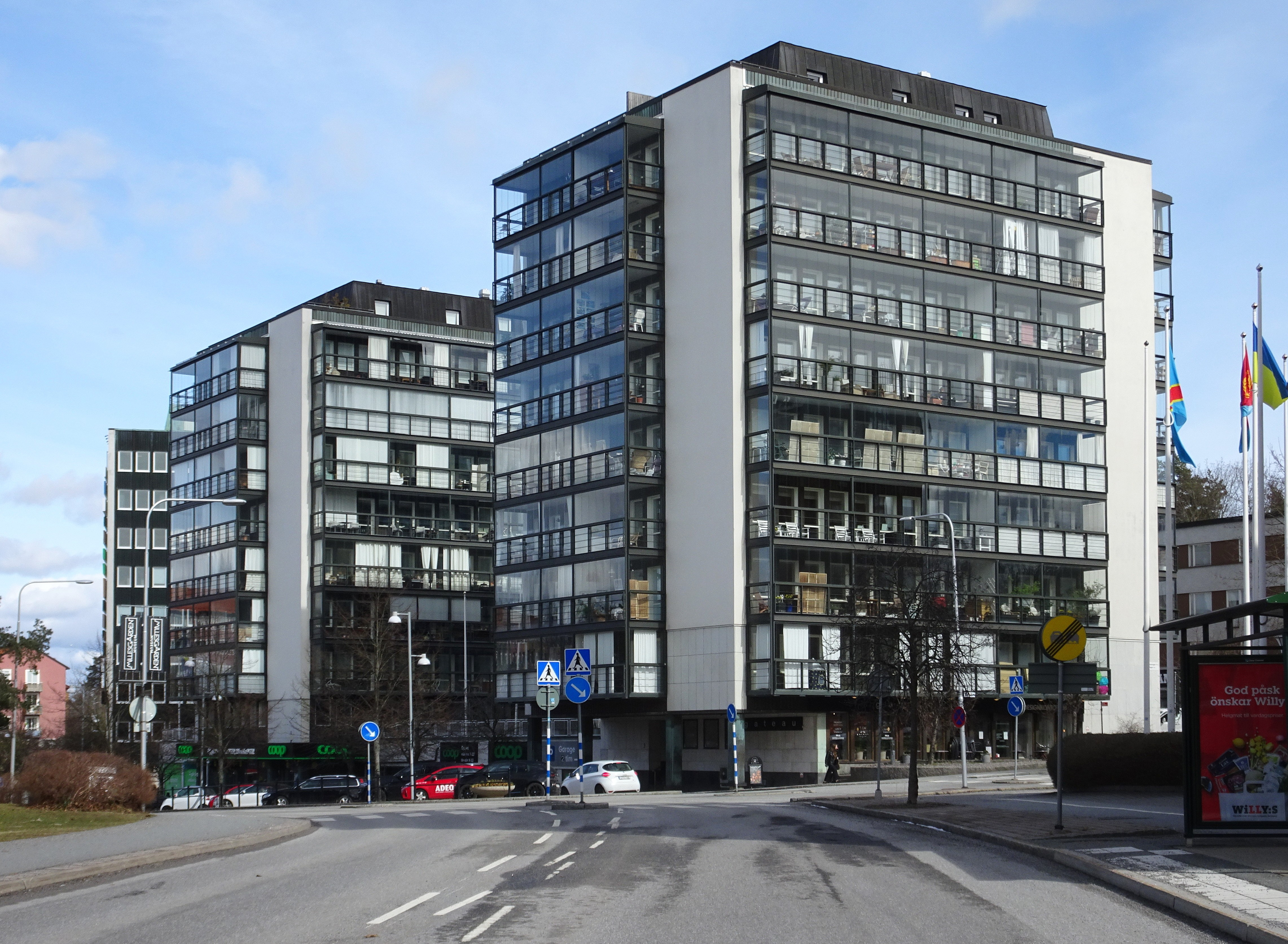
Kopparhusen, Lidingö, 1958 och 1968 (med Strömberg)

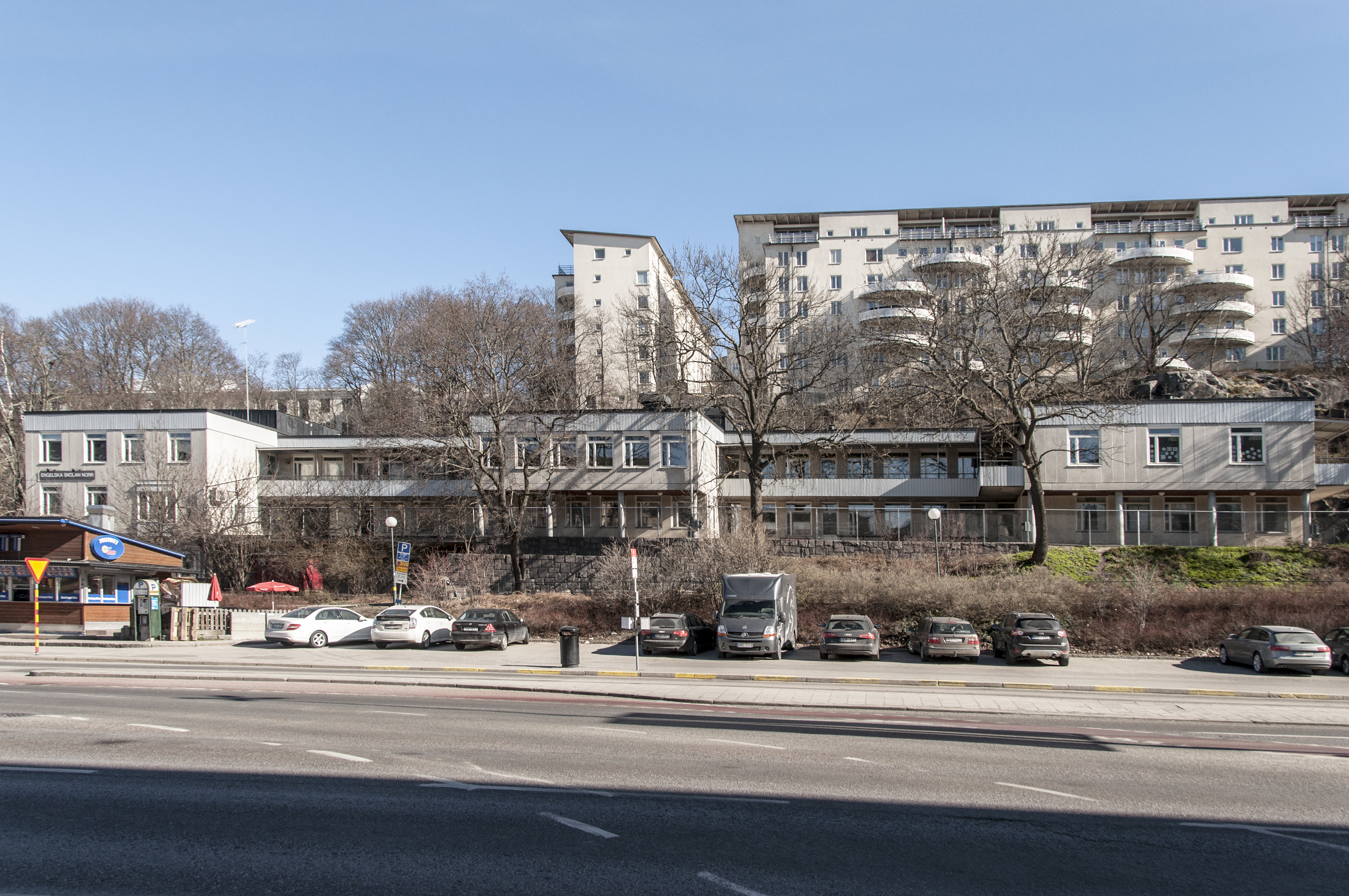
Engelska skolan Norr, Stockholm, 1964–1971 (med Strömberg)
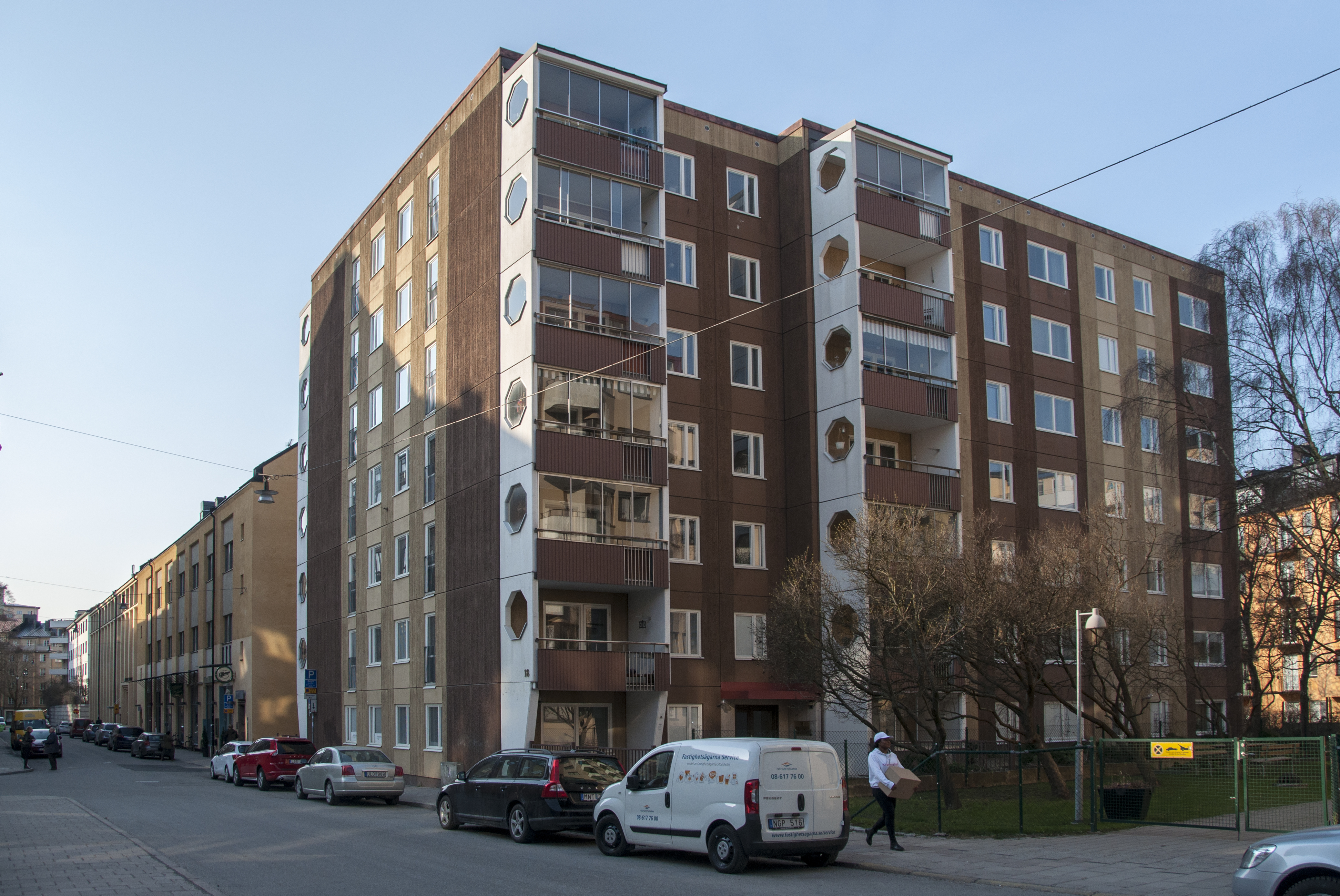
Skutan 3, Stockholm, 1972–1978 (med Strömberg)
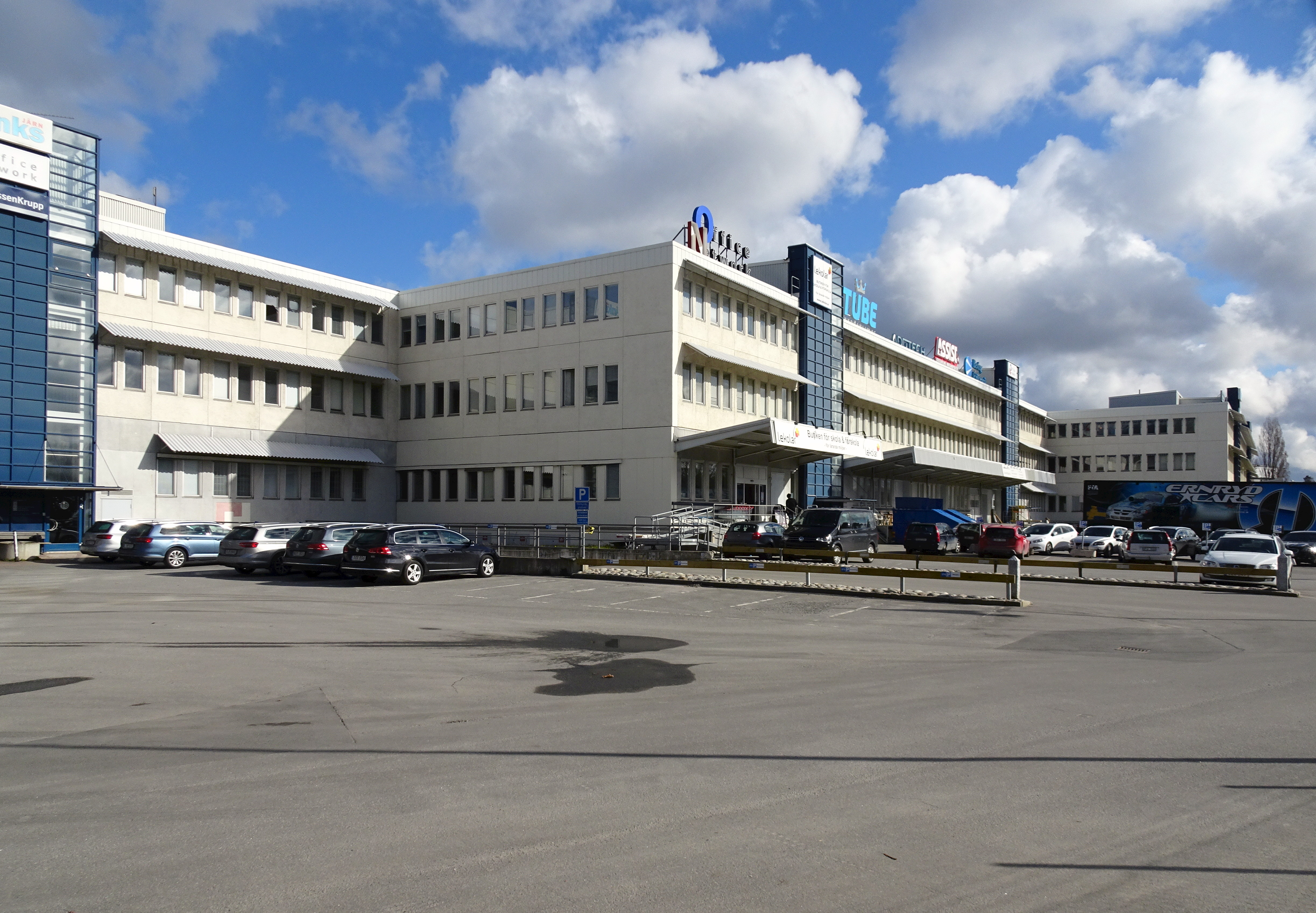
Sätra industriområde, 1972–1974 (med Strömberg)
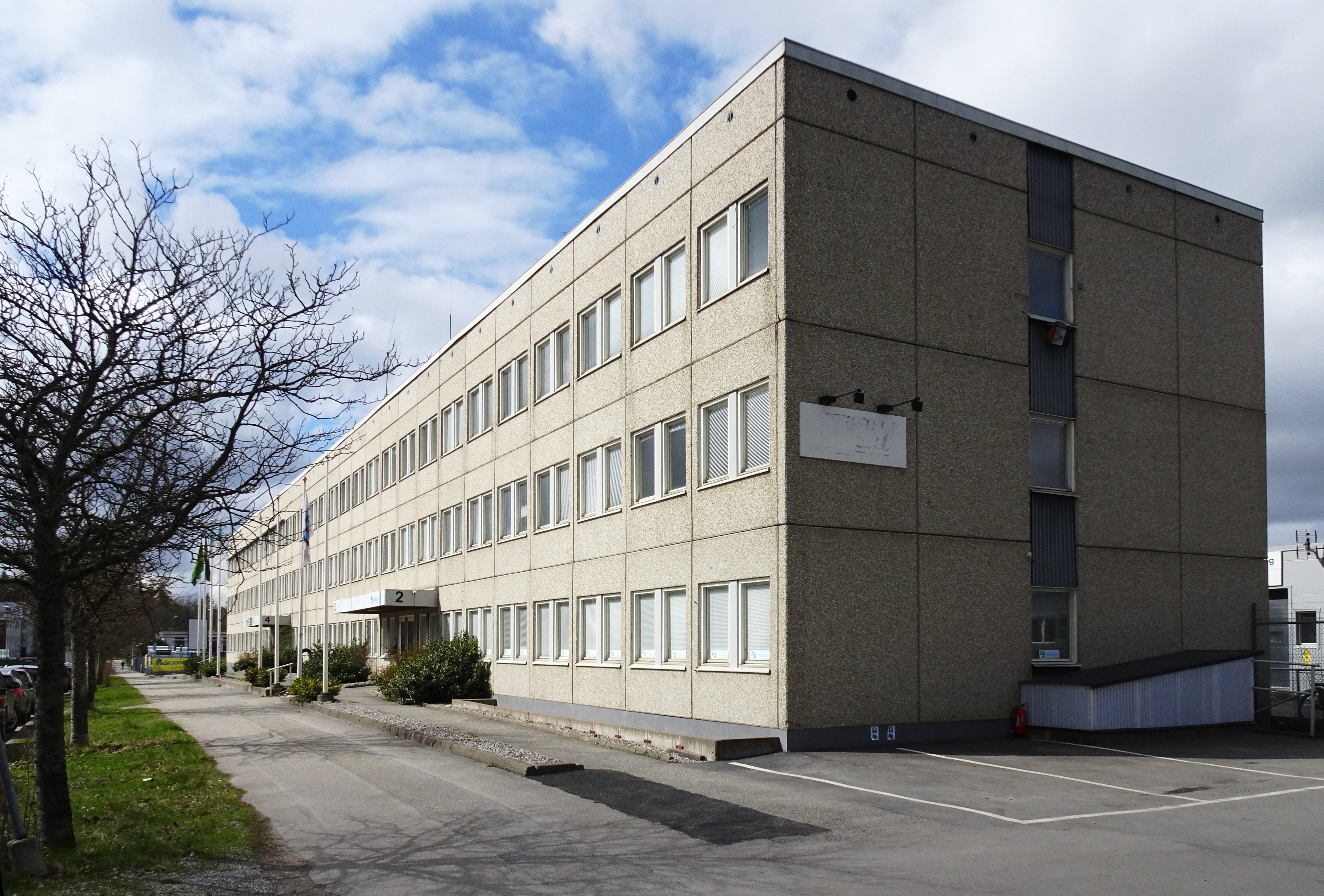
Sätra industriområde, 1972–1974 (med Strömberg)